# 戈塔巴雅·拉贾帕克萨
南达塞纳·戈塔巴雅·拉贾帕克萨（1949年6月20日—）是前任斯里兰卡总统，也是斯里兰卡前总统兼前總理马欣达·拉贾帕克萨的弟弟。
2022年斯里蘭卡爆發經濟危機而引起反政府示威，7月6日斯里蘭卡政府宣布國家破產，7月9日龐大的示威者進入總統府官邸時，拉贾帕克萨搭軍機飛離首都可倫坡，同日議會議長代宣佈拉贾帕克萨將於7月13日辭職，7月13日拉贾帕克萨與家眷已搭軍機逃至馬爾地夫并于次日晚飞抵新加坡，当地时间7月15日早上7时30分，斯里蘭卡正式宣布拉贾帕克萨辞去斯里兰卡总统职务。

## 生平

### 早年
戈塔巴雅·拉贾帕克萨生于斯里兰卡馬特勒區帕拉图瓦。他的父母有九个孩子，戈塔巴雅排行第五。他的父亲D·A·拉贾帕克萨曾担任斯里兰卡国会副议长、斯里兰卡农业土地部部长。他的三个兄弟马欣达·拉贾帕克萨、恰马尔·拉贾帕克萨、巴西尔·拉贾帕克萨后来都走入了斯里兰卡政坛。他在阿南达学院度过了小学和中学时代。。

### 军旅生涯
1971年4月，拉贾帕克萨入伍，参加斯里兰卡陆军，成为军官学员。1972年，他升为少尉。1983年，他由辛哈团调入新成立的加贾巴团。同年，他获得印度马德拉斯大学国防研究专业硕士研究生学位。1989年，他被任命为加贾巴团一营营长。期间，他到美国喬治亞州班寧堡的美国陆军步兵学校进修，参加高级步兵军官课程。进修结束，返回斯里兰卡后，他升为中校。

### 步入政坛
2005年至2015年其兄马欣达·拉贾帕克萨担任斯里兰卡总统期间，戈塔巴雅·拉贾帕克萨担任国防部（2011年改名国防与城市发展部）常务秘书。
2006年12月1日，一名男子驾驶一辆电动三轮车向拉贾帕克萨的车队发动自杀式爆炸袭击，袭击者和两名士兵死亡，9名士兵和5名平民受伤，拉贾帕克萨未受伤害。斯里兰卡政府指责泰米尔猛虎组织发动了袭击。在国防部任职期间，拉贾帕克萨参与领导政府军彻底击败泰米尔猛虎组织，结束斯里兰卡内战。击败猛虎组织一事使得他广受僧伽羅人支持。一些西方国家则指责拉贾帕克萨等人领导的政府军在内战中侵犯人权。
2007年8月，调查记者拉桑塔·维克拉马通加披露斯国官方购买俄罗斯米格战斗机的合同，显示拉贾帕克萨、表弟乌达扬加·韦拉通加及斯里兰卡空军三方对购买乌克兰产米格-27攻擊機签订的合同“表里不一”。拉贾帕克萨随后派代表律师阿里·萨布里发出律师信，要求索赔20亿卢比（折合1400万欧元）。2008年2月22日，拉贾帕克萨以诽谤为由起诉维克拉马通加及其任职的领导出版社。2008年12月5日，法官下达判决，禁止领导出版社发表维克拉马通加的报道两个礼拜。几个礼拜后的翌年1月8日，正准备向法庭提交米格战斗机交易证据的维克拉马通加在上班途中遭人暗杀。

### 参选总统
2019年4月21日，斯里兰卡多地发生连环爆炸，超过两百人遇难。4月底，拉贾帕克萨宣布参加年底的总统选举。拉贾帕克萨批评斯里兰卡政府解散了情报网络、放松了监管，无法及时掌握情报，因而没有预防这次袭击。拉贾帕克萨称，如果当选，他将重建情报网络、加强监控，阻止伊斯兰极端主义扩散。8月初，戈塔巴雅·拉贾帕克萨宣布放弃美国国籍，以便参选斯里兰卡总统。8月11日，马欣达·拉贾帕克萨领导的反对党斯里兰卡人民阵线在全国会议上宣布提名戈塔巴雅·拉贾帕克萨参加2019年斯里兰卡总统选举。11月16日的选举中，拉贾帕克萨以52.25%的得票率击败得票率41.99%的统一国民党候选人萨吉特·普雷马达萨，当选总统。

#### 美国公民身份争议
2019年4月，斯里兰卡已故著名调查记者拉桑塔·维克拉马通加之女阿希莎在美国加州对拉贾帕克萨提起民事诉讼，指控拉贾帕克萨派人杀害拉桑塔。正在美国申请放弃美国国籍的拉贾帕克萨在帕萨迪纳乔氏超市的停车场接受法庭文件。由于有案件在身，拉贾帕克萨申请放弃国籍的进程被打断。对此，拉贾帕克萨认为阿希莎是“带着政治动机”起诉，而拉贾帕克萨当时正计划参加晚些时候举行的总统选举。在竞选活动期间，执政的统一国民党连番指责拉贾帕克萨，表示他在美国生活了十多年，拥有美国公民身份，不应该参与选举。另有消息指拉贾帕克萨有一本复制的斯里兰卡护照，其本人也有多个涉及护照问题及公民身份的案件在身。拉贾帕克萨最终获准参加总统选举，但不能出席10月5日举行的斯国首场总统候选人辩论会。
2019年10月21日，美国加利福尼亚中区联邦地区法院批准了拉贾帕克萨要求撤诉的动议，理由是他就任国防部长期间的行为可以受外国豁免。

### 当选总统
2019年11月18日，拉贾帕克萨在北中省阿努拉德普勒正式就任斯里兰卡总统。11月20日，统一国民党籍斯里蘭卡總理拉尼尔·维克拉马辛哈宣布辞职。维克拉马辛哈称，虽然在议会拥有多数席位，但是他和同僚决定辞职，以便新总统组阁。戈塔巴雅任命哥哥马欣达·拉贾帕克萨为总理。这是斯里兰卡史上首次由兄弟二人分别出任总统、总理。
任內，國內爆發了獨立以來最嚴重的經濟危機，引爆了大型抗议活动。2022年7月9日，拉贾帕克萨所居住的斯里蘭卡總統府遭示威者闯入，拉贾帕克萨于当天晚些时候透过议会议长确认将于7月13日辞职。当地时间7月13日凌晨，拉贾帕克萨乘军用飞机离开斯里兰卡，并于当地时间3点左右落地马尔代夫首都馬累。新加坡时间14日晚7时20分左右，拉贾帕克萨自马尔代夫搭乘沙特航空飞机抵达新加坡樟宜机场，并获准以私人访问名义入境新加坡，同日深夜斯里蘭卡議會議長马欣达·亚帕·阿贝瓦德纳证实其收到拉贾帕克萨的辞职信，并于15日宣布其辞去斯里兰卡总统职务。
经过52天的流亡，拉贾帕克萨于9月3日返国。

## 家庭
拉贾帕克萨的妻子为伊奥玛（Ioma）。二人育有一子马诺杰（Manoj）。